# 华雷斯·塞尔曼县

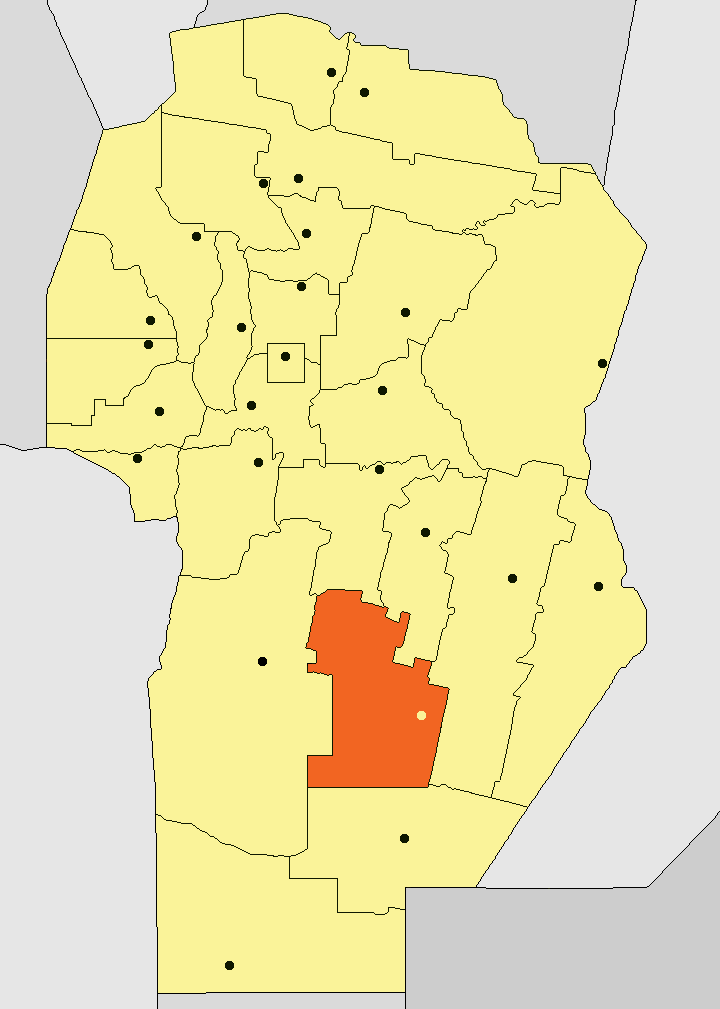

33°25′S 63°18′W / 33.417°S 63.300°W
華雷斯·塞爾曼縣（西班牙語：Departamento Juárez Celman）是阿根廷的縣份，位於該國中部科爾多瓦省，首府設於拉卡爾洛塔，始建於1888年7月23日，面積8,902平方公里，2001年人口55,348，人口密度每平方公里6.2人。